# Красногорский (Марий Эл)
Красного́рский — посёлок городского типа в Звениговском районе Республики Марий Эл России. Административный центр одноимённого городского поселения.

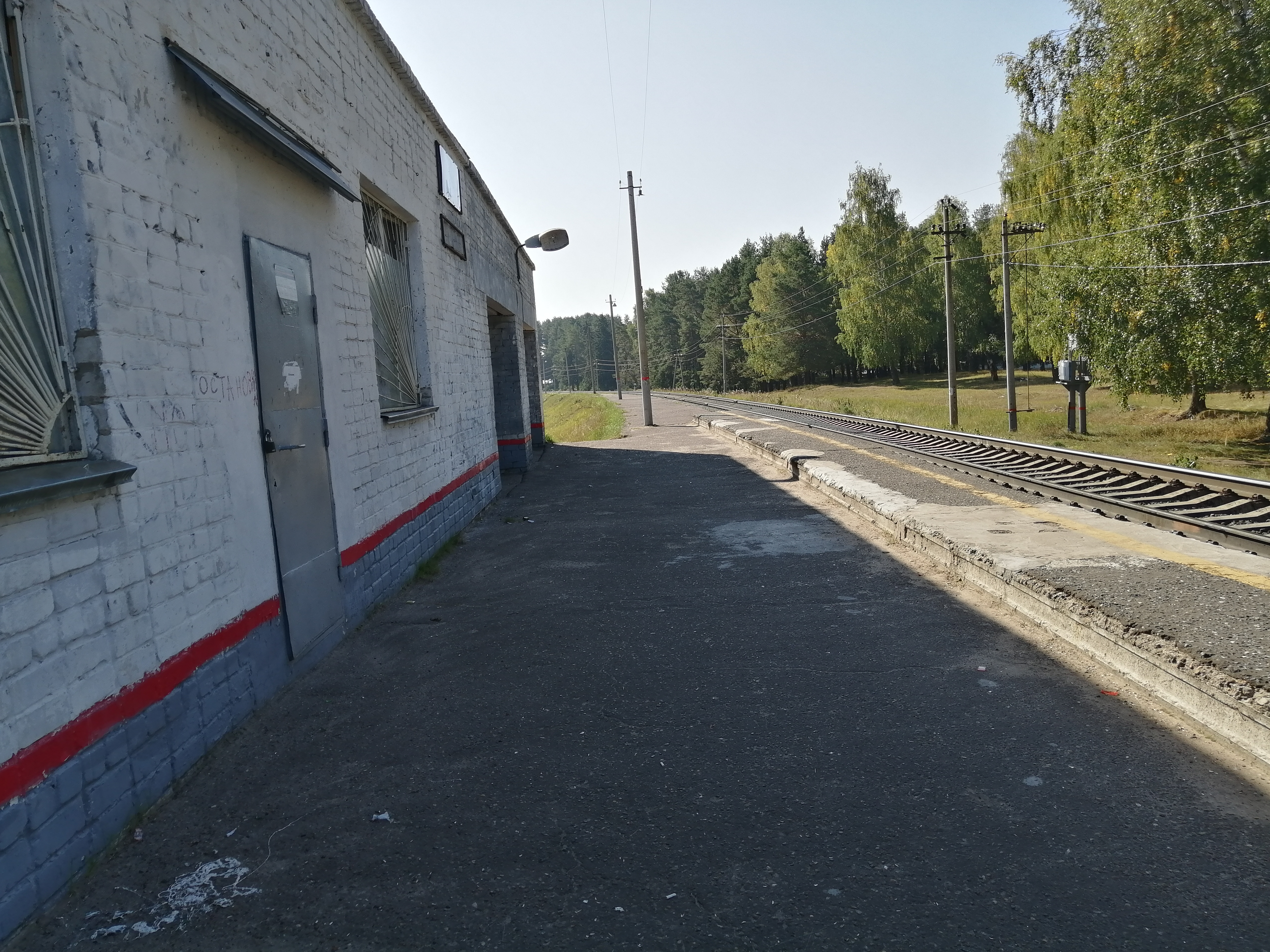
о. п. 43 километр

Население — 6049 чел. (2023).

## Этимология
Свое название посёлок получил от казённого дома, называемого Красногорским кордоном, у которого была устроена переправа через реку Илеть на рубеже 19-20 веков. Красной горкой также называлась пристань, находившаяся неподалеку, — так её называли сплавщики за обилие «красной» ягоды — рябины, калины, брусники, земляники, малины.

## География
Посёлок расположен на правом берегу реки Илеть, в 0,5 км западнее посёлка проходит автотрасса А295 Зеленодольск — Йошкар-Ола.
В посёлке есть автостанция (не работает) и железнодорожная станция (о.п. 43 км) на ветке ГЖД Зелёный Дол — Яранск. Поезда дальнего следования проходят станцию без остановки. Пригородные перевозки чаще всего осуществляются с апреля по октябрь по понедельникам, пятницам, субботам и воскресениям.
Административный центр района Звенигово расположен в 25 км юго-западнее (33 км по дороге).
Посёлок Красногорский расположен на территории национального парка «Марий Чодра», администрация которого расположена на территории посёлка.
Физико-географическая характеристика

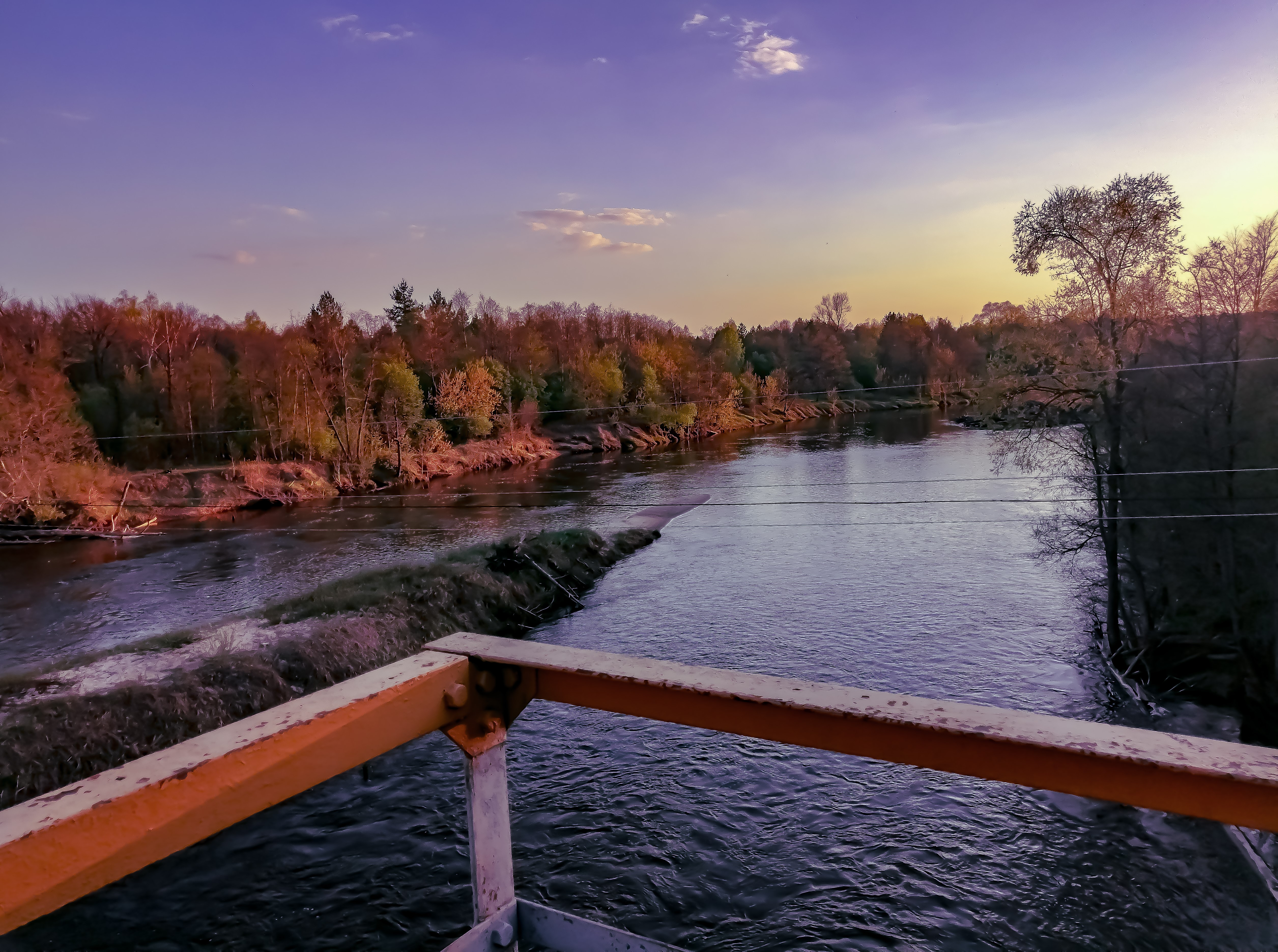
Вид на р. Илеть с ж/д моста

По территории посёлка протекает река Илеть. В посёлке имеются несколько озёр, самое большое — Кожласолинское (Мушмаринское) озеро. Озеро карстового происхождения, имеет полукруглую неправильную форму (длиной 900 м, шириной 300 м.), напоминающую сердце. Максимальная глубина 14 м, прозрачность воды 2—3 м. С южной стороны берег озера живописный и крутой: он порос сосновым лесом; с западной части берег озера заболочен — там берёзовый, липовый и ольховый лес.

## История
10 октября 1928 года на берегу реки Илеть был пущен в эксплуатацию лесозавод для обеспечения строительства железной дороги Зелёный Дол — Краснококшайск. Рядом с лесозаводом были открыты медпункт, школа, рабочий клуб, ларёк по продаже продовольственных товаров.
В 1939 году населённый пункт Илеть преобразован в рабочий посёлок с присвоением наименования Красногорский в составе Звениговского района.
С 1952 года лесозавод был преобразован в домостроительный комбинат, а с 1968 года — в Красногорский завод автофургонов. В 1968 году началось строительство завода «Электродвигатель». С его появлением посёлок поучил возможность строить в новом микрорайоне благоустроенное жилье и социальные объекты.
В соответствии с Законом Республики Марий Эл от 18 июня 2004 года № 15-З «О статусе, границах и составе муниципальных районов, городских округов в Республике Марий Эл» посёлок становится административным центром городского поселения Красногорский в составе Звениговского муниципального района.

## Население
| 1959  | 1970  | 1979  | 1989  | 2002  | 2009  | 2010  |
| ----- | ----- | ----- | ----- | ----- | ----- | ----- |
| 8100  | ↘7828 | ↗9327 | ↘8660 | ↘7152 | ↘6823 | ↘6699 |
| 2012  | 2013  | 2014  | 2015  | 2016  | 2017  | 2018  |
| ↘6597 | ↘6509 | ↘6447 | ↘6400 | ↘6309 | ↘6240 | ↘6164 |
| 2019  | 2020  | 2021  | 2023  |       |       |       |
| ↘6046 | ↘6024 | ↗6140 | ↘6049 |       |       |       |

## Экономика
В посёлке: АО «Красногорский комбинат автофургонов», АО «Красногорский завод „Электродвигатель“», ООО «Вкуснотеевъ» — производитель кондитерских изделий, ООО «Ваш Хлеб», деревообрабатывающие предприятия, предприятия сферы обслуживания и др.
Имеются лечебные источники («Зелёный ключ»), на базе которых в окрестностях функционируют санатории («Кленовая гора»).

## Достопримечательности
Бюст В. И. Ленина, бюст Н. К. Крупской, памятник погибшим на Войне солдатам пгт. Красногорский, Памятник раненому солдату, аллея Славы.

## Спорт
Основными видами спорта, которыми занимаются красногорцы, являются: футбол (команда ФК Восход, главный тренер Сазонов Иван Денисович), хоккей (команда «Мотор»), волейбол, баскетбол, лыжи, футзал и др. В посёлке имеются: футбольный стадион с искусственным покрытием, 2 хоккейные коробки, спортзал, стадион КСОШ № 2.

## Образование

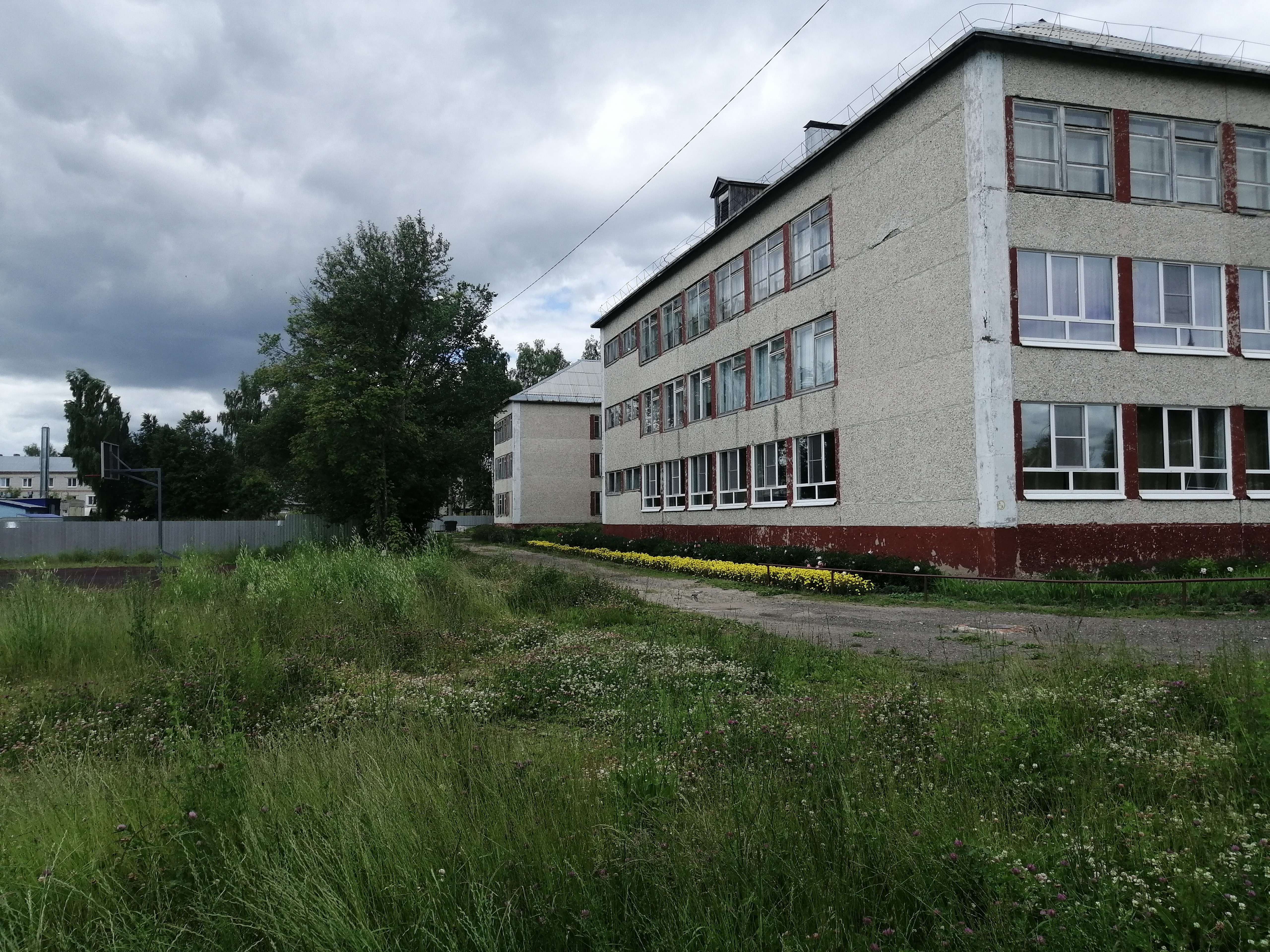
Красногорская школа № 2

Красногорская СОШ № 1, Красногорская СОШ № 2 (самое большое общеобразовательное учреждение Звениговского района), МБУДО «Красногорская детская школа искусств», дом детского творчества, детский сад «Теремок», детский сад «Сказка», детский сад «Солнышко».

## Известные люди
- Гудым Борис Андреевич (1928—1990) — главный врач Красногорской участковой больницы (1951—1956), заслуженный врач РСФСР (1975).
- Коряковцев Николай Исаевич (1888—1976) — директор Красногорского лесопильного завода Звениговского района Марийской АССР (1938—1941).
- Крейцберг Мария Фрицевна (1887—1965) — советский врач-физиотерапевт, невролог. В годы Великой Отечественной войны ― заведующая физиокабинетом, врач-невролог эвакогоспиталя № 3071 в с. Кожласола Звениговского района Марийской АССР (1941―1945). Врач Республиканского госпиталя инвалидов войны Марийской АССР в п. Красногорский Звениговского района МАССР (1946―1965). Заслуженный врач РСФСР (1958).
- Шарпатов Владимир Ильич (род. 1940) — в Красногорском родился советский и российский лётчик гражданской авиации, подполковник в отставке, Герой Российской Федерации (1996).